# Cameron Baerg
Cameron Baerg   (Saskatoon, 17 d'octubre de 1972) és un remer canadenc, ja retirat, guanyador d'una medalla olímpica.
El 2004 va prendre part en els Jocs Olímpics d'Estiu d'Atenes, on guanyà la medalla de plata en la prova del quatre sense timoner del programa de rem. Formà equip amb Thomas Herschmiller, Jake Wetzel i Barney Williams.
En el seu palmarès també destaca una medalla d'or en el Campionat del Món de rem del 2003.